# 比贾布尔
比贾布尔（卡纳达语：Bijapur ಬಿಜಾಪುರ ，古名Vijapura“胜利之都”）位于印度卡纳塔克邦的北部，离班加罗尔约520公里。

## 历史
遮娄其王朝的立国之君补罗稽舍一世543年在瓦塔皮（今比贾布尔县巴达米市）定都。
比贾布尔最著名的名胜古迹是穆罕默德·阿迪尔·沙的陵墓：果尔·古姆巴斯（Gol Gumbaz），该陵墓修建于1659年，有全世界排第二最大的圆屋顶（直径为37.9米）。

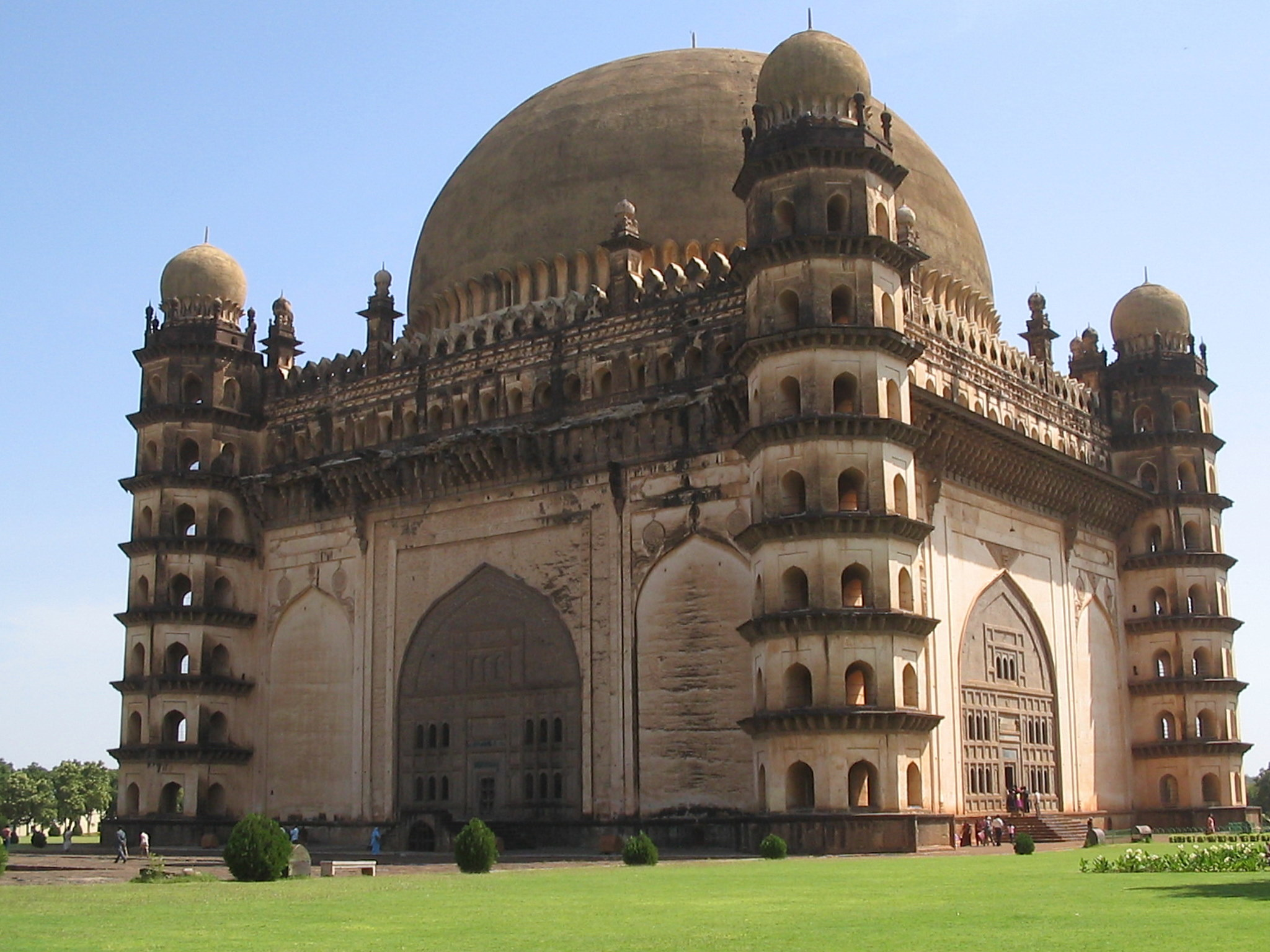
果尔·古姆巴斯

## 人口
该地2001年总人口245946人，其中男性126554人，女性119392人；0—6岁人口31788人，其中男16680人，女15108人；识字率68.98%，其中男性为75.69%，女性为61.87%。